# Kusma (Estonia)
Kusma – wieś w Estonii, w prowincji Tartu, w gminie Vara.